# Tipula (Lunatipula) trialbosignata
Tipula (Lunatipula) trialbosignata is een tweevleugelige uit de familie langpootmuggen (Tipulidae). De soort komt voor in het Oriëntaals gebied.